# 同級生の推し作家に百合妄想がバレた結果
『同級生の推し作家に百合妄想がバレた結果』（どうきゅうせいのおしさっかにゆりもうそうがバレたけっか）は、紺色3号による日本の4コマ漫画作品。

## 概要
星海社が運営するウェブサイト『最前線』のサービス「ツイ4」にて2020年11月24日より連載開始。当初30話の短期集中連載として連載開始されたが、Twitter上の反響により本連載化されると告知されていた。作者の紺色3号の商業デビュー作である。
同人誌としてシリーズを継続していきたいという著者の意向により、サブスク系読み放題サービスでの配信に対応するため、星海社からナンバーナインへと発行元が変更になった。内容は基本的に同一だが、表紙絵が一新されている。

## あらすじ
転校生の帰国子女、西園寺ジュリは、大の百合好き。ある日、予想外のアクシデントで転んだ拍子に、バイブルである大好きな百合小説を落としてしまう。しかし、偶然この百合小説を拾った同級生は、ジュリが大ファンである高校生作家・立花ひろみだった。小説への熱い書き込みを見て、ジュリの作品に対する愛に興味を持ったひろみは、ジュリに百合について教えを乞うことに。ファンと推し作家の物語が始まる。

## 登場人物
立花 ひろみ （たちばな ひろみ）
高校生作家。高校２年生。ペンネームは「橘ロミ」。6月30日生まれ。印税で学費を払っている。名前の由来は、シェイクスピア『ロミオとジュリエット』の主人公ロミオから。姓は、戦国時代の女性武将である立花誾千代から。
西園寺 ジュリ（さいおんじ ジュリ）
転校生の帰国子女。高校２年生。10月11日生まれ。重度の百合好き。名前の由来は、シェイクスピア『ロミオとジュリエット』のヒロインであるジュリエットから。
紀平 理愛（きひら りあ）
ひろみの担当編集者。26歳。12月25日生まれ。名前の由来は、『ロミオとジュリエット』の登場人物で、ロミオとジュリエットの秘密の結婚式を挙げてくれるロレンス神父の愛称ラリー。
小糸 のばら（こいと のばら）
ひろみの幼馴染。5月15日生まれ。高校３年生。ひろみの幼馴染にして「運命の女（ファム・ファタール）」。名前の由来は、『ロミオとジュリエット』の登場人物で、ロミオの初恋の人であるロザラインから。後に理愛の従妹であることが判明。
辨野 伊緒（べんの いお）
高校２年生。3月6日生まれ。ひろみ、ジュリと同級生であり、当初、ジュリに憧れを抱くが、ジュリとひろみの出会いを目撃、身を引く形で失恋する。失恋中、話を聞いてくれたのばらと交際するようになる。名前の由来は、『ロミオとジュリエット』の登場人物で、ロミオのいとこで親友であるベンヴォーリオから。

## 書誌情報
- 紺色3号『同級生の推し作家に百合妄想がバレた結果』 星海社〈星海社COMICS〉、全4巻（2023年6月8日現在）
  1. 2021年5月12日発売[1][7]、ISBN 978-4-06-523513-3
  2. 2021年11月12日発売[8]、ISBN 978-4-06-526148-4
  3. 2022年7月8日発売[9]、ISBN 978-4-06-528765-1
  4. 2023年6月8日発売[10]、ISBN 978-4-06-532218-5